# 弗莱维尔
弗莱维尔（法語：Fléville，法語發音：[flevil]）是法国大東部大區阿登省的一个市镇，属于武济耶区。

## 地理
弗莱维尔（49°18'20"N, 4°58'17"E）面积7.89 平方千米，位于法国大東部大區阿登省，该省份为法国北部内陆省份，西接埃纳省，南至马恩省，东临默兹省，北与比利时接壤。
与弗莱维尔接壤的市镇（或旧市镇、城区）包括：沙泰勒谢埃里、科尔奈、埃克塞尔蒙、圣朱万、索姆朗斯。

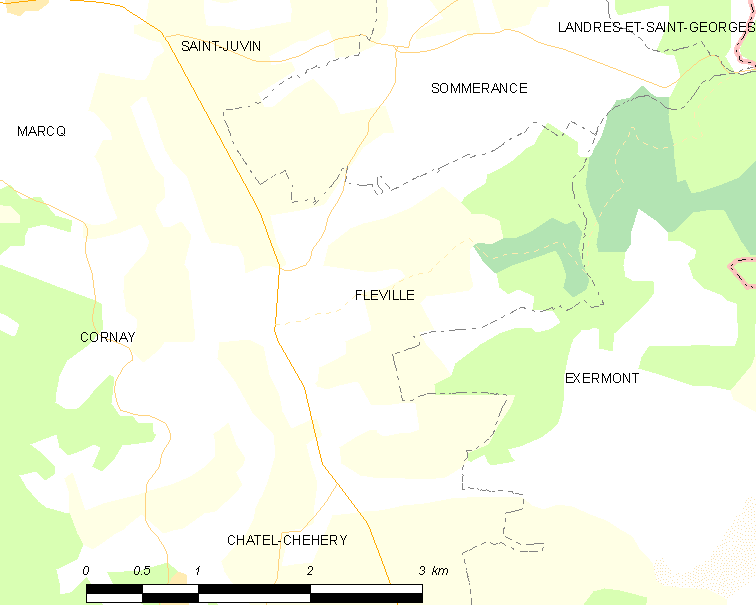
弗莱维尔的OSM定位图

弗莱维尔的时区为UTC+01:00、UTC+02:00（夏令时）。

## 行政
弗莱维尔的邮政编码为08250，INSEE市镇编码为08171。

## 政治
弗莱维尔所属的省级选区为阿蒂尼县。

## 人口

1962-2008年间弗莱维尔人口变化图示

弗莱维尔于2022年1月1日时的人口数量为93人。